# 위상동기회로

PLL의 일반적인 구조

위상동기회로(영어: Phase-Locked Loop, PLL)은 입력 신호와 출력신호에서 되먹임된 신호와의 위상차를 이용해 출력신호를 제어하는 시스템을 말한다. 입력된 신호에 맞추어 출력 신호의 주파수 조절이 목적이다. 되먹임 루프 인 현재 출력 신호의 주파수 디바이더 결과와 입력된 신호와의 위상차를 검출하고, 검출된 위상차를 오차로 판단하여 오차가 줄도록 VCO의 입력전압을 조절함으로써 출력 주파수를 변경하도록 조절한다. 입력과 출력의 되먹임 위상차가 동기되면 위상 잠금이 되고, 잠금 상태가 유지되도록 입력에 대한 출력의 주파수를 조절한다.
입력과 출력의 주파수 차이는 결국 주파수 디바이더 N에 따라 달라진다. N의 배수에 따라, 출력신호의 주파수는 입력신호의 주파수의 N배가 된다. 대부분의 PLL에서 입력에 비해 출력의 주파수가 높게 발진한다.
무선신호를 처리하는 위상동기회로는 무선회로에서 사용하는 위상잠금 장치를 의미하며, 송신해온 신호의 위상을 동기시키는 위상동기루프회로를 말한다. 위상동기란 기준신호원에 관해 일정한 위상각에서 동작하도록 발진기 또는 주기신호발생기를 제어하는 것을 말한다.
위상동기루프는 디지털 피변조파의 동기복조, 코히어런트 반송파의 추적, 임계의 연장, 비트의 동기, 심벌의 동기 등에 사용된다. 위상동기는 입력과 출력을 독립적으로 수행할 수 있는 엘러스텍 스토어(ES: Elastic store)에 의해 전송로의 지연변동이나 흐트러짐에 따른 입력신호의 위상변동을 흡수해 특정한 시간위치에 입력신호의 프레임 위상을 맞추는 것을 말한다.

## 같이 보기
- 클럭 속도
- 지터
- 동기 회로
- 클럭 신호